# 基因的连锁交换定律
基因的连锁与互换规律（law of linkage and crossing-over）是遗传学的三大定律之一。另两大定律为基因的分离定律（孟德尔第一定律）以及基因的自由组合定律（孟德尔第二定律）。
基本内容是：生殖细胞形成过程中，位于同一染色体上的基因是连锁在一起，作为一个单位进行传递，称为连锁律。在生殖细胞形成时，一对同源染色体上的不同对等位基因之间可以发生交换，称为交换律或互换律。
自由组合律主要针对非同源染色体上的非等位基因的遗传规律。但许多基因位于同一染色体上，这一现象称为基因连锁。 1909年美国遗传家摩尔根及其学生在孟德尔定律基础上，利用果蝇进行的杂交实验，揭示了位于同源染色体上不同位置的两对以上等位基因的遗传规律——连锁与互换规律。
连锁和互换是生物界的普遍现象，也是造成生物多样性的重要原因之一。一般而言，两对等位基因相距越远，发生交换的机会越大，即交换率越高；反之，相距越近，交换率越低。因此，交换率可用来反映同一染色体上两个基因之间的相对距离。以基因重组率为 1%时两个基因间的距离记作1厘摩（centimorgan，cM）。

## 连锁与交换规律与自由组合定律的比较
| 比较项目                 | 自由组合规律                           | 连锁互换规律（完全连锁）           | 连锁互换规律（不完全连锁）                   |
| ------------------------ | -------------------------------------- | ---------------------------------- | -------------------------------------------- |
| 研究对象                 | 不同对染色体上非等位基因之间的遗传关系 | 同源染色体上非等位基因间的遗传关系 | 同源染色体上非等位基因间的遗传关系           |
| 遗传实质                 | 非等位基因之间的分离或重组互不干扰     | 同一条染色体上的连锁基因相伴传递   | 交换区段上等位基因互换形成新的连锁关系       |
| F1的配子及比例           | 2或2n 数量相等                         | 2 或 1∶1                           | 2或2n 亲本组合型多，新组合型少               |
| F2的表现型及比例         | （3∶1）2或（3∶1）n                     | \                                  | 亲本组合型多，新组合型少，不符合（3∶1）n规律 |
| F1（测交子代）表现型比例 | （1∶1）2或（1∶1）n                     | 1∶1                                | 亲本组合型多，新组合型少，不符合（1∶1）n规律 |